# Pseudopeziza colensoi
Pseudopeziza colensoi är en svampart som först beskrevs av Miles Joseph Berkeley, och fick sitt nu gällande namn av George Edward Massee 1896. Pseudopeziza colensoi ingår i släktet Pseudopeziza och familjen Dermateaceae.   Inga underarter finns listade i Catalogue of Life.